# Moleskine
Una Moleskine és un quadern de notes amb unes cobertes fetes d'un tipus de tela anomenada molesquí. Posseeix a més una goma elàstica per sostenir el quadern tancat i un llom que permet que aquest sigui obert completament. Les Moleskine més difoses són el que porten per marca, precisament, Moleskine, tot i que en un principi eren fabricats per Modo & Modo, una empresa italiana, que a més va registrar la marca Moleskine 1, però el 2006 l'empresa va ser venuda al fons d'inversió Société Générale Capital, el seu nom va canviar a Moleskine Srl i ara la producció es realitza a la Xina per a atendre la demanda.
Hi ha múltiples marques que fabriquen quaderns de notes similars, d'idèntic o semblant format i característiques, encara que sense explotar el mateix nom. Entre elles poden esmentar Leuchtturm, Quo Vadis, Rhodia o Brügge.
L'impulsor més famós del Moleskine va ser Bruce Chatwin, que va utilitzar aquest tipus de quadern en tots els seus viatges, i va escriure en aquests. La font original de quaderns per a Chatwin va desaparèixer el 1986, quan el propietari de la distribució a París, on ell els comprava, va morir emportant-se el secret a la tomba. El Moleskine modern es forma gràcies a les descripcions que Chatwin féu dels quaderns que ell va utilitzar.
Si bé Modo & Modo (ara Moleskine Srl) es proclama que Picasso, Matisse, i Hemingway utilitzaven aquests quaderns, no és pas clar que es tracti dels mateixos que va descriure Chatwin (el que és segur és que no eren aquells fabricats per Modo & Modo, puix que aquesta fàbrica es va fundar molts anys després de la mort d'aquests famosos artistes). La sola cosa que s'ha constatat, per descomptat, és que ells utilitzaven algun tipus de quadern de notes de butxaca. Escriptors coneguts que se sap que utilitzen els Moleskine són Luis Sepúlveda i Neil Gaiman, qui escriu al seu bloc sobre la seva preferència per aquests.
Moleskine SRL explota la imatge de viatger romàntic amb èxit, crea el culte envers aquests articles, malgrat ésser més car que un quadern de notes comú.